# HMS Hardy (H87)
Pour les autres navires du même nom, voir HMS Hardy.
Le HMS Hardy  (H87) était le leader de flottille des destroyers de classe H, construits pour la Royal Navy au milieu des années 1930.
Pendant la guerre civile espagnole de 1936-1939, le navire a passé beaucoup de temps dans les eaux espagnoles, pour faire respecter le blocus des armes imposé par la Grande-Bretagne et la France aux deux parties du conflit. Le Hardy est transféré à Freetown, en Sierra Leone, en octobre 1939 pour chasser les raiders commerciaux allemands dans l'Atlantique Sud avec la Force K. Après son retour au Royaume-Uni au début de 1940, le navire devient le navire-amiral de la 2e flottille de destroyers affectée à la Home Fleet. Pendant la campagne de Norvège de 1940, le Hardy a participé à la première bataille de Narvik où il a coulé un destroyer allemand. Alors que les navires britanniques se retiraient, ils ont été découverts par deux autres destroyers allemands qui ont tellement endommagé le Hardy qu'il a fallu l'échouer pour l'empêcher de couler. Le navire a été soulevé par une marée montante et a fini par chavirer.

## Description
Le Hardy déplaçait 1 455 tonnes longues (1 478 tonnes (t)) à charge normale et 2 053 tonnes longues (2 086 t) à charge profonde. Le navire avait une longueur hors-tout de 102,7 m, une largeur de 10,4 m et un tirant d'eau de 3,9 m. Il était propulsé par deux turbines à vapeur à engrenages Parsons, entraînant deux arbres, qui développaient un total de 38 000 chevaux-vapeur (28 000 kW) et donnaient une vitesse maximale de 36 nœuds (67 km/h). La vapeur pour les turbines était fournie par trois chaudières à tubes d'eau à trois tambours Admiralty  et à combustion latérale. Le Hardy transportait un maximum de 470 tonnes longues (480 t) de mazout qui lui donnait une autonomie de 5 530 milles nautiques (10 240 km) à une vitesse de 15 nœuds (28 km/h). L'effectif du navire était de 175 officiers et hommes.
Le navire était équipé de cinq canons Mark IX de calibre 45 de 4,7 pouces (120 mm) montés sur des supports simples. Pour la défense antiaérienne (AA), le Hardy avait deux supports quadruples Mark I pour la mitrailleuse Vickers Mark III de 0,5 pouce (12,7 mm). Il était équipé de deux quadruples tubes lance-torpilles au-dessus de l'eau pour des torpilles de 21 pouces (533 mm). Un rail pour les grenades sous-marines et deux lanceurs étaient installés ; 20 grenades sous-marines étaient initialement transportées, mais ce nombre a été porté à 35 peu après le début de la guerre.

## Historique
La pose de la quille du Hardy a été réalisée au chantier naval de Cammell Laird and Company à Birkenhead le 30 mai 1935, lancé le 7 avril 1936 et mis en service le 11 décembre 1936. À l'exclusion des équipements fournis par le gouvernement comme l'armement, le navire a coûté 278 482 livres sterling (£). Le navire a été affecté à la 2e flottille de destroyers de la Mediterranean Fleet (flotte méditerranéenne) dès sa mise en service. Le Hardy a patrouillé dans les eaux espagnoles de 1937 à 1939, pendant la guerre civile espagnole, pour faire respecter les politiques du Comité de non-intervention. Après que le destroyer HMS Hunter ait heurté une mine au large d'Almeria le 13 mai 1937, le Hardy s'est tenu prêt à intervenir au cas où le Hunter aurait besoin d'aide. Le Hardy était amarré à Palma sur l'île de Majorque, le 23 mai 1937 lorsque ce port a été bombardé par l'aviation républicaine espagnole, mais n'a pas été endommagé. Après la fin de la guerre civile espagnole en 1939, il a commencé un carénage dans le chantier naval de Devonport entre le 2 juin et le 29 juillet. Le navire était à Malte lorsque la Seconde Guerre mondiale a commencé en septembre.

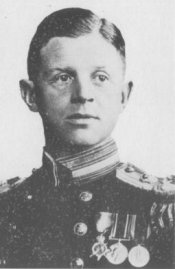
Capitaine Warburton-Lee

En octobre, le Hardy (numéro de fanion H87) est transféré à Freetown en Sierra Leone, pour chasser les raiders commerciaux allemands dans l'Atlantique Sud avec la Force K. Le navire et ses demi-navires-jumeaux HMS Hostile, HMS Hereward, et HMS Hasty ont rendez-vous avec le croiseur de bataille HMS Renown, le porte-avions HMS Ark Royal et le croiseur léger HMS Neptune le 17 décembre. Ils se sont ravitaillés en carburant à Rio de Janeiro, au Brésil, avant de se rendre dans l'estuaire de la rivière Río de la Plata au cas où le cuirassé de poche allemand Admiral Graf Spee endommagé tenterait de s'échapper de Montevideo, en Uruguay, où il s'était réfugié après avoir perdu la bataille du Rio de la Plata. Il a subi une brève révision à Devonport entre le 25 janvier et le 12 février 1940, puis a été transféré à Greenock, en Écosse, pour des fonctions d'escorte de convois. Le navire rejoint la 2e flottille de destroyers de la Home Fleet à Scapa Flow le 9 mars et en devient le navire-amiral.
Le 6 avril, le Hardy et le reste de la 2e flottille de destroyers ont escorté les quatre destroyers poseurs de mines de la 20e flottille de destroyers alors qu'ils naviguaient pour mettre en œuvre l'opération Wilfred, une opération visant à poser des mines dans le Vestfjord pour empêcher l'expédition de minerai de fer suédois de Narvik vers l'Allemagne. Les mines ont été posées tôt le matin du 8 avril, avant que les Allemands ne commencent leur invasion, et les destroyers ont ensuite rejoint le croiseur de combat HMS HMS Renown et ses escortes.

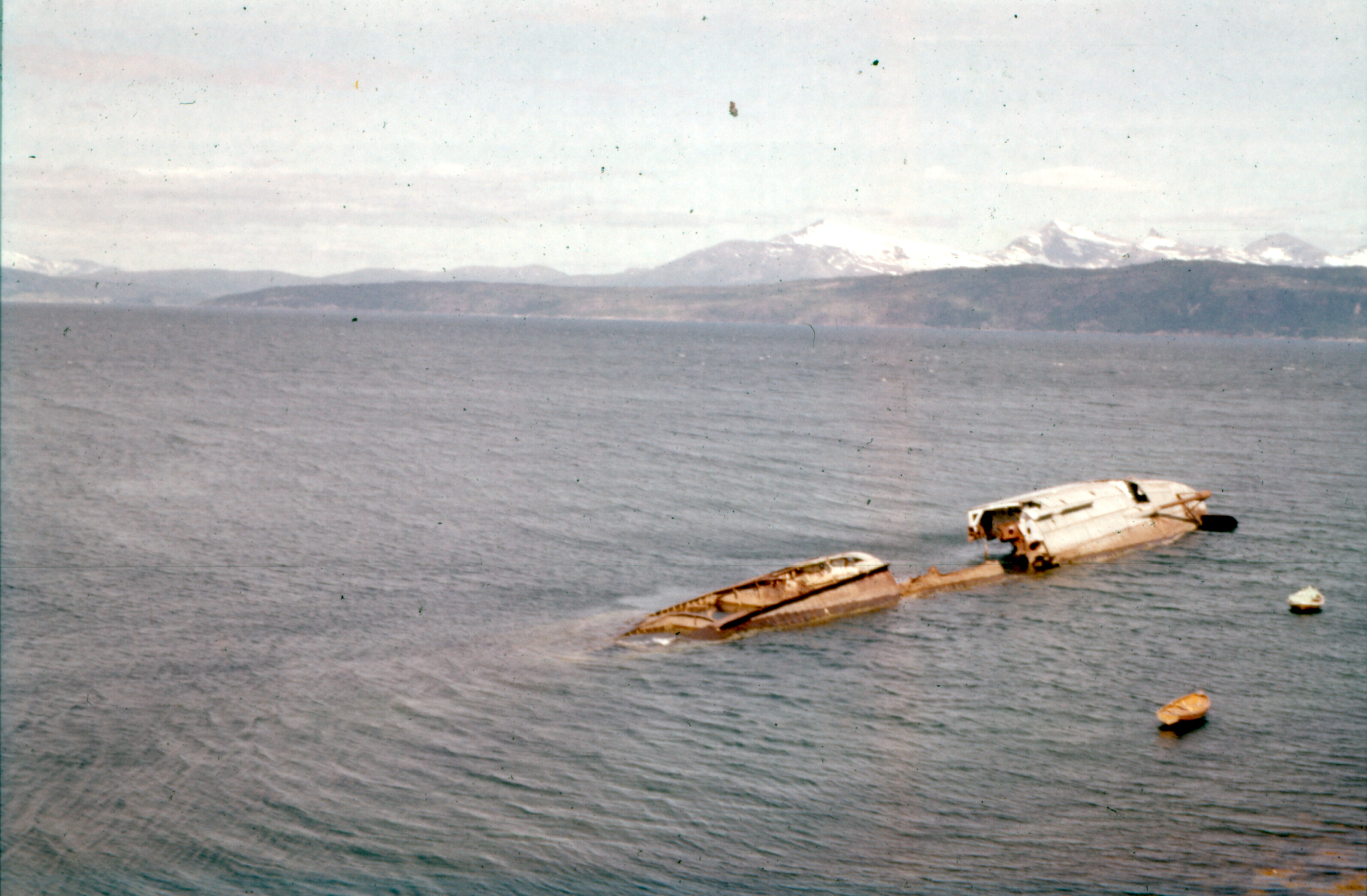
L'épave du Hardy photographiée en juillet 1962

L'Amirauté ordonne au capitaine Warburton-Lee d'attaquer les navires allemands à Narvik, en Norvège, le 9 avril. Le lendemain matin, le Hardy a mené quatre de ses demi-navires-jumeaux le long de l'Ofotfjord dans une attaque surprise à l'aube sur le port de Narvik pendant une tempête de neige aveuglante. Une torpille lancée par le Hardy fait exploser la poupe du navire amiral allemand, le Z 21 Wilhelm Heidkamp, et tue le commandant de la flottille allemande, le commodore Friedrich Bonte. Le Heidkamp coule le jour suivant. Une autre torpille frappe un navire marchand à la poupe. Une deuxième salve de quatre torpilles a été tirée sur deux autres destroyers allemands, mais elle a manqué sa cible et a gravement endommagé les docks de minerai. Après s'être regroupé, le capitaine Warburton-Lee a mené une autre attaque sur le port plus tard dans la matinée, mais a infligé peu de dommages supplémentaires en raison de la mauvaise visibilité.
Alors que les destroyers britanniques terminaient leur deuxième attaque, ils ont été engagés par trois autres destroyers allemands. Les destroyers britanniques ont tenté de se retirer vers l'ouest, mais ils ont été poursuivis par les navires allemands. Deux autres destroyers allemands traversent le T des navires britanniques et mettent rapidement hors service les canons avant du Hardy. D'autres coups portés au pont et à la superstructure du navire ont mis le feu, blessé mortellement le capitaine Warburton-Lee et tué ou blessé tous les autres officiers sur le pont, à l'exception du Paymaster Lieutenant G.H. Stanning, le secrétaire du capitaine. Bien que gravement blessé, il prit le commandement et, après plusieurs autres tirs ayant endommagé les chaudières, ordonna l'échouage du navire à Vidrek. Le premier lieutenant, qui n'avait pas été présent sur le pont, a pris le commandement et a ordonné l'abandon du navire. Certains membres de l'équipage ont tardé à le faire jusqu'à ce que la dernière torpille ait été tirée en vain sur un navire allemand et que le canon n° 4 ait tiré jusqu'à ce qu'il soit à court de munitions.

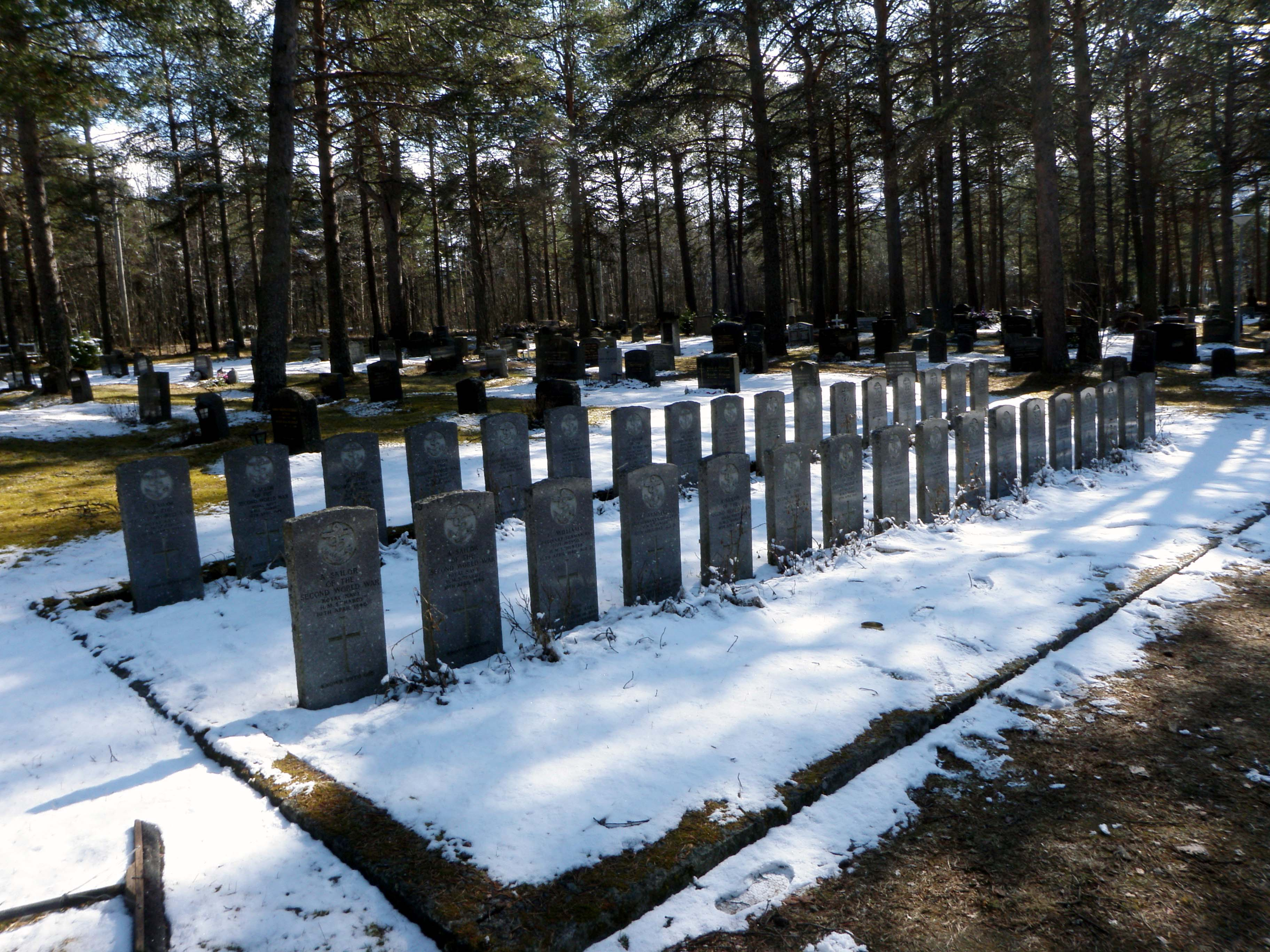
Trente-deux des victimes du naufrage du HMS "Hardy", toutes non identifiées, sont enterrées dans la section des tombes de guerre du Commonwealth du cimetière de Håkvik à Narvik, aux côtés de deux victimes identifiées du.

Le capitaine Warburton-Lee a été ramené à terre mais est mort au bout d'une heure de ses blessures à la tête. Le capitaine Warburton-Lee a reçu la Victoria Cross à titre posthume. Le Hardy a été soulevé de la plage à marée haute et a dérivé jusqu'à la tête du fjord Skjomen où il a chaviré dans des eaux peu profondes. L'épave était encore visible en 1963.